# Феминистская эпистемология
Феминистская эпистемология — одно из направлений в философии науки, трактующее структуру и функции научного знания. Возникло в конце XX века при привнесении в эпистемологию ценностей и оценок феминизма как общественно-политического движения.

## Феминистская эпистемология
Область эпистемологии — философской дисциплины об основаниях знания. Если классическая эпистемология настаивала на том, что знание должно приходить к непротиворечивости и истинности, то неклассическая эпистемология говорит о том, что знание не может быть ни полным, ни окончательным. Оно ограничено доступным опытом, исторической ситуацией, социальной ситуацией, а также гендером, расой, классом. Неполное знание устанавливается как принцип онтологической относительности (Куайн).
Неклассическая эпистемология развивалась в разных философских течениях: марксизм, постпозитивизм, постструктурализм, радикальный конструктивизм и др. Феминистская эпистемология рассматривает гендерные различия в подходах к знанию, которые неявно проявляются в онтологических и социологических теориях, нарративах гуманитарного знания и научных основаниях. Неполное знание может быть только локально, а не универсально. Неполнота знания также значит, что определены границы допустимого, установлены привилегированные операции, которые воспринимаются как самоочевидные и единственно правильные. То, что остаётся вне зоны допустимого знания, должно быть вытеснено или определено как «незнание».
Поэтому введение новых способов работы со знанием вызывает сопротивление, в особенности это касается гендерных стереотипов знания, которые автоматизированы повседневностью и массовым употреблением. Гендерные стереотипы неявно работают как основание знания.

### Критика метафизики
Гендерный анализ оснований знания доказывает, что классическое разделение на природу и культуру базируется на бинарности женского и мужского. Метафизика имеет значимый аспект гендерной дихотомии. Её притязания на общечеловеческое знание основано на определённом типе «мужского» знания, которое познаёт и обрабатывает «феминную» природу. Феминистская эпистемология обнаруживает в основании знания дуальность гендерных норм.
Так, в работах предшественниц феминистской эпистемологии Моник Виттиг и Люс Иригарей анализируется разбиение онтологических понятий на пассивный — активный, тёмный — светлый, природы — культуры с неявной атрибуцией женского (ресурсного, молчащего) и мужского (интеллектуального, рационального, публичного). Иригарей определяет онтологию, устроенную на подобном различении как фаллогоцентризм. Это понятие берёт Деррида, также обнаруживая гендерные основания метафизики, истины.
Феминистская эпистемология, изучая подходы к знанию в научных дисциплинах, обнаруживает скандальные основания даже в эмбриологии: серия подходов, из которых следует понимание рождения по модели биологического инкубатора-места, отрицание активной роли матери. Из чего следует отрицание осознанного принятия беременности с дальнейшими попытками насильственного навязывания беременности, контроля над решением женщины. Донна Харауэй назвала язык эмбриологии и иммунологии милитаристским и империалистическим.

## Основные методологические концепции

### Феминистский позиционизм или позиции наблюдателя
Дороти Смит, канадский социолог, начала разрабатывать в 1970-х годов теорию и методологию совмещения макро (структура возможностей) и микро (личный способ принятия решений — англ. agency) в институтах патриархального общества. Она, на основе социологии знания, рассматривала маргинальные группы как наделённые двойным/расщеплённым сознанием, они вынуждены принять доминантную картину мира, но при этом осознают, что таковая не соответствует опыту. Методологически это перевернуло позицию исследователей, которые не могут более претендовать на позицию внешнего объективного наблюдения. Теперь исследователи прежде всего должны понять пределы своей позиции и выстроить отношение с объектом исследования.
Сандра Хардинг в книге «Вопрос науки в феминизме» 1986 года предложила философское обоснование теории позиционизма. Её философия базируется на историческом и классовом понимании границ знания (Маркс, Лукач), на разрыве модели знания при переходе от одной парадигмы к другой (Т. Кун) и на этно-социальном различии научных подходов (постколониальные исследования). Эта теория вырабатывалась в атмосфере подъёма феминистского и антиколониального движения как ответ на вопрос: «на какие эпистемологические основания опираются новые критические исследования…»? Хардинг аппроприировала понятие «объективности», но исключила из него аспект сверхрациональности.
Вопрос объективного знания должен быть задан как: «Чьё это знание? Кто будет его получателем? Какова будет цена этого знания?»
Из такой постановки вопроса есть три проблемных следствия:
1. Определение направления научных исследований должно быть независимо от регулирования. Поскольку развитие науки прямо зависит от финансирования, то есть поглощает ресурсы общества, то вопросы приоритетов научных направлений должны устанавливаться в открытом диалоге со множеством групп, несмотря на то, что сам процесс научного исследования остаётся профессиональным.
2. Философия больше не может основываться на абстракции индивида, поскольку различные социальные группы имеют различные типы знаний. Таким образом устанавливается подход контр-доминирования.
3. Хардинг полемизирует с социальным конструктивизмом, отрицая авторитетное знание о структурном устройстве общества. Структурное знание не может быть полным, оно может определяться только через его релевантность или годность.

В серии полемических статей об объективности в науке между Хардинг и Харауэй, одной из признанных теоретиков киберфеминизма, возник следующий методологический подход.

### Ситуативное знание
Это определение предложила Донна Харауэй в полемическом ответе С. Хардинг, в котором выступила с критикой феминистской апологетики женского и критикой самого принципа гендерного дуализма.
Согласное ему, женское и мужское — это не более, чем полюса семиотической решётки. Такая бинарность не позволяет допустить становление промежуточных вариантов. Но именно промежуточные различия определяют историю, которая больше не распознаётся как стратегический нарратив. Подход Харауэй утверждает, что знание, наука представляют собой полемический текст, который удерживается множеством связей. Мы более не можем мыслить дуально, то есть различать природу и риторику, теорию и физический мир, факты и вымыслы. Значения и объекты формируются между этими оппозициями, их границы постоянно переописываются, объекты и идентичности переформатируются.
Аналогично понимается природа как множество связей между действием и интерпретацией. Снятие эпистемологических (гендерных) оппозиций позволяет ей освободить место для новых симбиозов и гибридных идентичностей киборгов, установить новый тип родства с животными. Позиция Д. Харауей даёт перспективу в понимании новых реалий коммуникативных технологий и биотехнологии.

### Агентный реализм
Теория Карен Барад развивает и радикализирует эпистемологию Харауей. Она связывает новую онтологию с квантовой логикой. Книга «Meeting the Universe Halfway: Quantum Physics and the Entanglement of Matter and Meaning» 2007 года (с англ. — «Встречая Вселенную на пол-пути: квантовая физика и запутанность материи и значения») вызвала многочисленные обсуждения, специальный выпуск журнала Rhizomes (2016) со статьями из лагеря спекулятивных реалистов, квир-теоретиков и социологов.
Барад определяет свою философию как онто-эпистемология или agential realism. Agency — действие, противопоставленно понятиям репрезентации. Как физик-теоретик (диссертация по теоретической физике частиц), Барад перейдя в область интердисциплинарных исследований, развивает логику Нильса Бора, согласно которой вещи не даны сами по себе, а становятся результатом сложных синтезов культурных-материальных взаимно формирующих воздействий. Так Бор, столкнувшись с противоречием квантового и волнового объяснения явления, говорит не о выборе одной из возможностей, а о необходимости переопределить обосновывающую логическую схему, ещё сохранявшую черты бинарности классической модели.
Барад говорит, что нужно заметить как проявляется феномен во взаимодействии наблюдателя и его объекта. Поэтому онтология может быть только онто-эпистемологией, в которой не могут быть различены принципы знания и принципы бытия. Барад вводит понятие intra-action вместо inter-action, для того чтобы показать, что воздействие не происходит между уже установленными объектами, но формирует конфигурацию объектов. Согласно Барад, объекты не предшествуют их взаимодействиям, а образуются в результате определённых не разделённых внутри-действий.
Согласно агентному реализму материя — это не просто вещество, неодушевлённая данность, а историческое становление, определяемое множеством воздействий различных агентов. Таким образом реальность рассматривается не как вещь, а как процесс производства реальности. Материя становится морфологически активной, порождающей, реактивной, артикулирующей. Материализация состоит в непрерывной дифференциации мира в практиках знания, материальности технических аппаратов, научных и политических дискурсов. При этом связи и отношения понимаются как конституирующие материальность реальности.
Теория Барад оказывает влияние на различные направления философии науки, STS, феминистской и квир-теории и философии технологии. Онтология агентного реализма допускает вероятностные условия: учёные описывают мир, но он прячется (англ. kick back) обратно. Этот подход радикально отличается от дуализма двух оппозиционных сущих внешних человеку природы и духа. Реальность для Барад конкретна, но находится в постоянном переизобретении как в науке, так и в политике, добиваясь временной актуальности в перспективе потенциального. Этика-политика-наука в своей исторической конкретности должны рассматриваться через сходные операции, подобно тому как работают междисциплинарные подходы, демонстрирующие логику дифракции, а не репрезентации.

#### Медиа-ресурсы
- Sandra Harding: On Standpoint Theory’s History and Controversial Reception. Видео интервью журналу Гипатия, 2016.